# Little Feat
Little Feat je americká rocková skupina, kterou založili kytarista, zpěvák a skladatel Lowell George a klávesista Bill Payne v roce 1969 v Los Angeles v Kalifornii.

## Diskografie

### Studiová alba
- Little Feat (1971)
- Sailin' Shoes (1972)
- Dixie Chicken (1973)
- Feats Don't Fail Me Now (1974)
- The Last Record Album (1975)
- Time Loves A Hero (1977)
- Down on the Farm (1979)
- Let It Roll (1988)
- Representing the Mambo (1990)
- Shake Me Up (1991)
- Ain't Had Enough Fun (1995)
- Under the Radar (1996)
- Chinese Work Songs (2000)
- Kickin' It at the Barn (2003)
- Join the Band (2008)